# Чиния
Чиния е плитък съд за сервиране на храна. Формата най-често е кръгла, макар в зависимост от предназначението да се среща правоъгълна или многоъгълна.

## Материали за изработка
- керамични (порцеланови) – най-често срещаните, мият се лесно
- стъклени – използват се предимно за сервиране на десерт, ядки или плодове
- дървени – много често служат за украса
- пластмасови – много от тях са за еднократна употреба, но понякога се използват и за сервиране на деца, понеже са нечупливи
- книжни – за еднократна употреба, на пикник или други събирания
- метални

## Видове
Чиниите за закуска са обикновено плоски и кръгли. Това е така за да са удобни за ядене на палачинки, печени филии или кекс. Най-дълбоки са чиниите за супа, понякога наричани именно дълбока чиния. Чиниите за десерт са най-малки. Има и малки чинийки, които се слагат под чашата за кафе или чай.